# Türkisvögel
Die Türkisvögel (Cyanerpes), auch als Zuckervögel oder Naschvögel bezeichnet, sind eine Gattung buntschillernder, zu den Tangaren gehörender Vögel, die in den Regenwäldern der Neotropis von Mittel- bis Südamerika beheimatet sind. Die Männchen sind in der Regel glänzend türkisblau, die Weibchen grün. Türkisvögel ernähren sich von Nektar und sind mit ihren langen Schnäbeln perfekt an die Wirtsblüten angepasst.

## Systematik
Folgende vier Arten sind bekannt:
- Purpurnaschvogel – Cyanerpes caeruleus (Linnaeus 1758)
- Türkisnaschvogel, Rotfußhonigsauger – Cyanerpes cyaneus (Linnaeus 1766)
- Azurnaschvogel – Cyanerpes lucidus (Sclater & Salvin 1859)
- Kurzschnabel-Naschvogel, Kurzschnabelhonigsauger – Cyanerpes nitidus (Hartlaub 1847)